# 掛村
掛村（かけむら）は、かつて岐阜県山県郡に存在した村である。
現在の山県市掛に該当する。
地名は、楠木正成夫人久子がこの地に隠棲したさい、久子の出身地（河内国甘南備村）の字名を与えたことによるという。

## 歴史
- 1874年（明治7年） - 大岡村と掛村が合併し、掛村となる。
- 1889年（明治22年）7月1日 - 町村制により、掛村発足。
- 1897年（明治30年）4月1日 - 上願村、松尾村、平井村、長滝村と合併し上伊自良村発足。同日掛村廃止。

## 教育
- 掛尋常小学校（現・山県市立伊自良北小学校）